# Walther P99
A Walther P99 egy félautomata pisztoly, amit a német Carl Walther GmbH fejlesztett ki a rendfenntartó és biztonsági erők valamint a civil piac számára, a korábbi P88 és P5 modellek leváltására.
A tervezési munkálatokat 1994-ben kezdték meg, majd végül 1997-ben mutatták be a fegyvert, és ebben az évben sorozatgyártásra is került.
Először csak a 9×19 mm Parabellum kaliberű modell volt kapható, de 1998-ban elsősorban az amerikai piac számára a .40 S&W kaliberű modellt is forgalmazni kezdték.

## Szerkezeti kialakítása
A fegyver futurisztikus megjelenésű, itt alkalmaztak először üvegszálerősítésű polimertokot a tömegcsökkentés és a korrózióállóság érdekében, valamint az acélból készült szánt is különleges korrózióálló kezeléssel látták el. Sima, kiemelkedésektől mentes alakja rejtett viselésre kifejezetten alkalmas, mivel semmilyen ruházatban sem akad el előrántáskor. A markolat más fegyverektől eltérően, a jobb egyensúly érdekében a fegyver közepe fele helyezkedik el. A markolat hátulja egyedülálló módon, 3 különböző méretben cserélhető, így könnyen állítható kesztyűs használathoz, vagy kisebb kezűek (esetleg nők) számára. A sátorvasat szintén a kesztyűs használathoz, kellően nagyra méretezték. A tok elején található sínre opcionálisan lézeres irányzék, fegyverlámpa vagy egyéb kiegészítő csatlakoztatható. Maga az alap irányzék is elöl 4 különböző magasságú cserélhető célgömbös, hátul oldalban állítható, U vagy hárompontos felfestésű. Opcionálisan sötétben világító irányzék is feltehető. A konvencionálistól eltérő, sátorvasba épített tárkioldó kar megszokást igényel, ám a fegyver gyakorlott használói a mutatóujj egyetlen mozdulatával oldhatják ki a tárat, ami magától kiesik a fegyverből, így a másik kézben előkészített cseretár máris tölthető. A szán végén a Walther modelleknél szintén egyedi csőretöltés-jelző található, aminek az állása sötétben is kitapintható.

## Változatai

### P99AS  (Anti-stress)
Ez a változat hasonlít leginkább a hagyományos Double-Action/Single-Action pisztolyokra. DA módban az ütőszeg feszítetlenül nyugalmi helyzetében pihen, a sütés hossza 14 mm, keménysége nagyjából 3,8 kg. Töltőfogás után az ütőszeg SA megfeszített állapotba kerül, az elsütőbillentyű mellső helyzetében marad az első lövés leadásáig – aktiváltuk az Anti-Stress módot. A sütés hossza 14 mm, ereje körülbelül 2 kg. Az ezután következő lövéseknél a P99AS már automatikusan megfeszíti az ütőszeget, a húzáshossz 8 mm-re csökken, ereje 2 kg marad. A szánon található fesztelenítő gombbal manuálisan is ki lehet kapcsolni az AS módot, és így áttérni DA-ra. Az AS módot töltőfogás nélkül a szán mintegy 10 mm-es hátrahúzásával lehet aktiválni.

### P99DAO (Double-action only)
Az ütőszeg minden lövés után visszatér nyugalmi helyzetébe, így a sütés hossza mindig 14 mm, keménysége 3,8 kg.

### P99QA (Quick-action)
A sütés hossza (8 mm) és ereje (3,8 kg) az első lövéstől az utolsóig ugyanaz marad, az ütőszeg mindig előfeszített állapotban van. Az elsütőbillentyű elhúzásakor az utolsó mintegy 3 mm-en az ütőszeg teljesen megfeszül, és ezután történik csak meg a lövés. A P99QA gyártását 2000-ben kezdték meg, 2011-ben pedig abbahagyták.

### P99c (Compact)
A három különböző sütésű változat kisebb méretű – így könnyebben rejthető - változata.

### SW99 (Smith & Wesson)
A Smith & Wesson mint a Walther kizárólagos amerikai forgalmazója, egy enyhén módosított a Walther-rel közös modellt is forgalmaz. A közös vállalkozás lényege, hogy a Walther gyártja a tokot, ami a többi modelltől csak a markolat mintázatában és a sátorvasban tér el. A S&W pedig amerikában gyártja a csövet és szánt. A tárak a többi modellével felcserélhetőek, de az SW99 a többi P99 el ellentétben még .45 ACP kaliberben is kapható.

### Limitált változatok
Egyéb limitált változatok is születtek, mint a P99TA, ami egy rendőrségi tesztelésre szánt példány, illetve a Tomorrow Never Dies (A holnap markában) című James Bond film alkalmából készített P99 MI6 007 kiadás. Ezek a 007 sorozatszámot, és a brit titkosszolgálat címerét viselik.

## Alkalmazói
- Kanada: Montréal városi rendőrség.[5]
- Finnország: A finn hadseregnél rendszeresítve, mint PIST 2003 (Pistooli 2003).[6]
- Németország: 41000 db P99DAO pisztolyt vásárolt 2005-ben a Észak-Rajna-Vesztfáliai rendőrség.[7][8]
- Írország: Ír rendőrség.
- Malajzia: Maláj rendőrség.[9]
- Lengyelország: Lengyel rendőrség.
- Portugália: Rendőrségi erők és nemzetvédelem.
- Spanyolország: Helyi rendőrségi erők

## Filmipar
A fegyver megjelenése miatt, közkedvelt kelléke a hollywoodi és más akciófilmeknek. A teljesség igénye nélkül néhány film, amelyekben látható a fegyver valamelyik változata:
- A Bourne-csapda (The Bourne Supremacy)
- A sötét lovag (The Dark Knight)
- Alpha Dog - A bűnből nincs visszaút (Alpha Dog)
- Bérgyilkosok viadala (The Tournament)
- Casino Royale
- CSI: Miami helyszínelők (CSI: Miami)
- Mátrix – Újratöltve (The Matrix Reloaded)
- Minden lében négy kanál (Burn Notice)
- Orvlövész (Shooter)
- Underworld
- War

## Fordítás
- Ez a szócikk részben vagy egészben az Walther P99 című angol Wikipédia-szócikk ezen változatának fordításán alapul.  Az eredeti cikk szerkesztőit annak laptörténete sorolja fel. Ez a jelzés csupán a megfogalmazás eredetét és a szerzői jogokat jelzi, nem szolgál a cikkben szereplő információk forrásmegjelöléseként.